# Phật giáo tại Libya
Phật giáo tại Libya là một tôn giáo thiểu số và đang phải đối mặt với nhiều thách thức. 
Phật giáo du nhập vào Libya vào thế kỷ thứ 7 sau Công nguyên, cùng với sự bành trướng của Hồi giáo. Tuy nhiên, Phật giáo không phát triển mạnh mẽ tại đây và dần dần suy thoái.
Theo điều tra dân số năm 2007 của Libya, có hơn 15.010 công nhân theo Phật giáo đến từ Sri Lanka  và một số quốc gia Phật giáo khác (khoảng 12.000 người Hàn Quốc và hơn 2.000 công dân từ Trung Quốc  ), chiếm khoảng 0,3% tổng dân số Libya. Điều này khiến Libya trở thành quốc gia có tỷ lệ người theo đạo Phật cao nhất ở Bắc Phi. Mặc dù Libya không có bất kỳ chùa hay đền thờ Phật giáo nào. Các tín đồ Phật giáo Nguyên thủy chiếm 2/3, chủ yếu là người Sinhala. 1/3 các tín đồ còn lại theo Phật giáo Đại thừa là công dân của các nước Hàn Quốc hoặc Trung Quốc.